# Vacaville
Vacaville è un comune americano dello stato  della California, contea di Solano.